# Kollektiv (lingvistik)
För andra betydelser, se Kollektiv.
Kollektiv eller kollektivt substantiv är inom lingvistiken ett ord som beskriver något som oräknelig grupp eller i helhet, snarare än i ental eller flertal.
I svenskan brukas entalsformer i obestämd form som kollektivformer, t.ex. folk. Detta gäller dock oftast ord som har samma form i singularis och pluralis, men ord som endast används i plural (plurale tantum) kan också brukas som kollektivformer, t.ex. kläder. Former på -ning brukas ock i kollektiv bemärkelse.
I tyskan skapas kollektivformer med prefixet Ge-; ofta med omljud på grundvokalen. Exempelvis får man das Gepäck "packning" av der Pack "packe".